# Вервольф

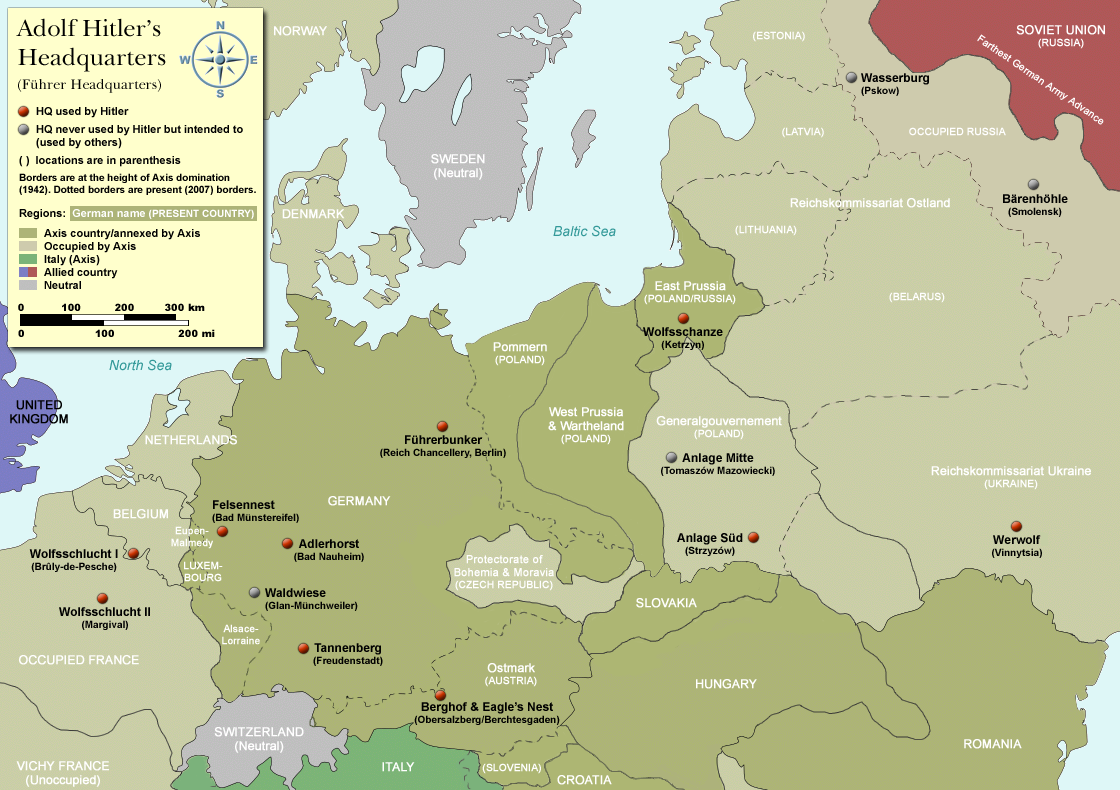
Розташування ставок Адольфа Гітлера

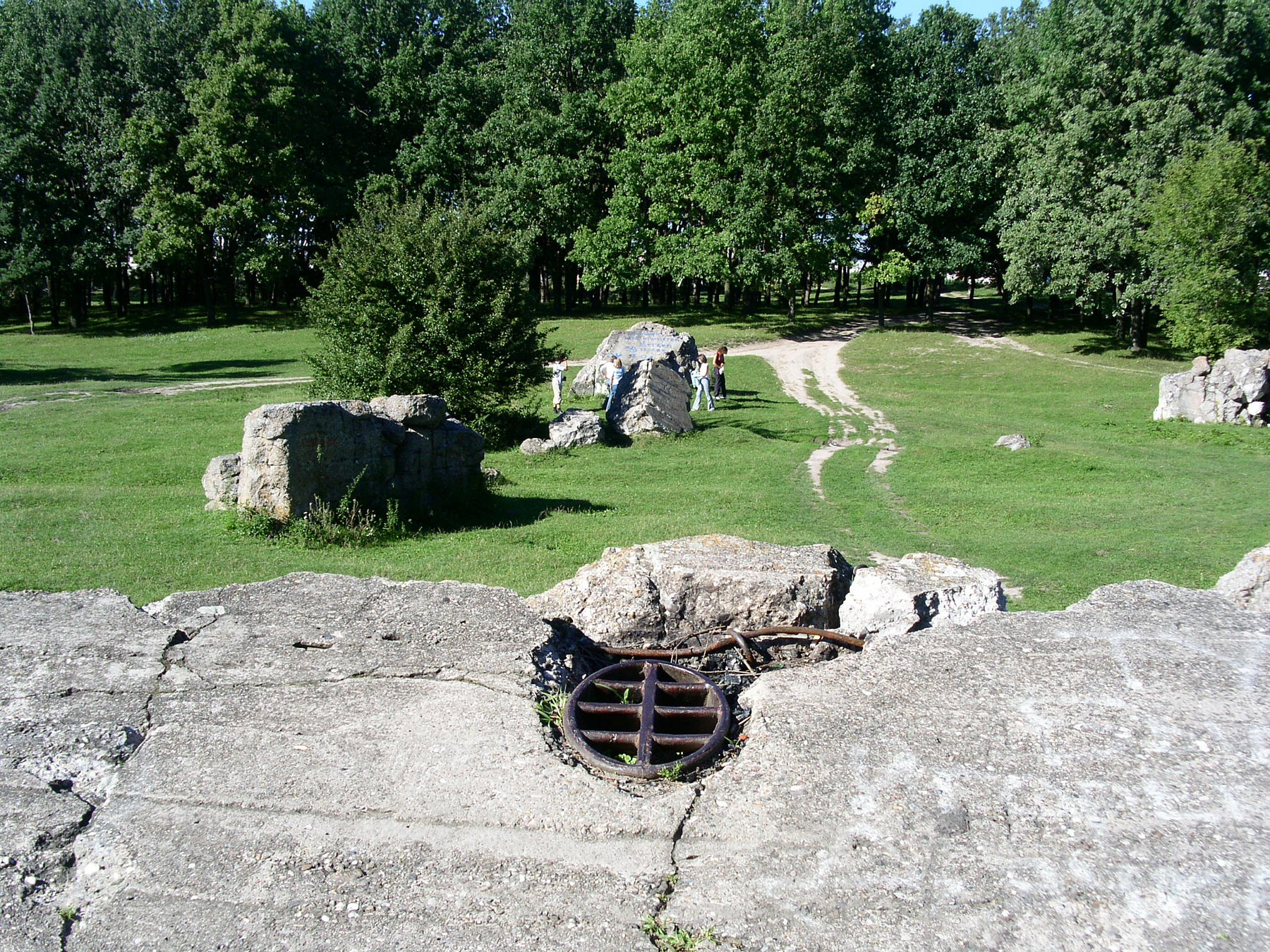
Сучасний стан Ставки — руїни з брил бетону. 2006 рік

Ставка Гітлера Вервольф (нім. Werwolf — вовкулака) розміщувалася за 8 км на північ від м. Вінниця біля смт Стрижавка, на території тодішньої генеральної округи Житомир. Вона призначалася для керування військовими діями на Східному фронті, а деякі дослідники припускають, що навіть і для подальших бойових дій у напрямку Ірану та Індії.
Адольф Гітлер був у «Вервольфі» тричі, загальна тривалість перебування — 156 днів: за свідченнями його біографів, у жодній з інших ставок фюрер не провів так багато часу[джерело?].
Поряд із «Вервольфом» розташовувалася ставка командувача Люфтваффе, рейхсмаршала Герінга «Штайнбрух» (укр. Каменоломня) — за 30 км на північ від Вінниці, біля с. Черепашинці. На виїзді з Житомира було зведено ставку рейхсфюрера-СС, міністра внутрішніх справ Гіммлера «Гегевальд» (укр. Заповідний ліс). Вона була призначена також для рейхсміністра Ламмерса та міністра закордонних справ Ріббентропа.

## Передісторія

### Варіанти розташування в Україні
Збереглися документальні свідчення того, що попередньо будівництво польової ставки на Східному фронті планувалося біля Лубен Полтавської області. Але там досить активно діяли партизани, а Вінниця була більш віддаленим і затишним містом. Крім того вона мала вигідне транспорте розташування — на шляху майбутньої транс'європейської магістралі Гамбург — Готенланд (Крим).

## Історія

### Будівництво
Будівництво ставки Гітлера «Вервольф» на ділянці лісу завдовжки близько 2,5 км і завширшки близько 300 м, велося у два етапи: жовтень 1941-го — вересень 1942 року і грудень 1942-го — липень 1943-го. Першу чергу було здано в експлуатацію у квітні 1942 року. Спочатку ставка мала кодову назву «Eichenhain» (нім. Дубовий гай), а потім — «Werwolf» (нім. Вовкулака) або, за бажанням Гітлера, «Wehrwolf» (нім. Озброєний вовк або Вовк-захисник).
Історичні джерела свідчать, що основні будівельні роботи було виконано німецькою військово-будівельною організацією «Тодт», а також ще п'ятьма німецькими будівельними компаніями: Галаса, Кока, Вашкун, Зондерштейна та Неймана, робітниками яких були вільнонаймані громадяни Німеччини й Польщі. Місцеве населення і військовополонені Червоної армії були задіяні на важких роботах: спорудження котлованів, видобуток граніту в кар'єрах поза центральною зоною. За час будівництва ставки загинуло близько 2 тисяч в'язнів, а тих, які залишилися живими, у квітні 1942 року було вивезено і про їх подальше життя досі невідомо.
Існує версія, за якою будівництво німцями ставки «Вервольф» здійснювалося на основі вже існуючих укріплень, споруджених ще влітку 1938 року для радянського командування. А також, що існували розгалужені підземні ходи, які з'єднували «Вервольф» з іншими таємними об'єктами[якими?].

## Склад будівель

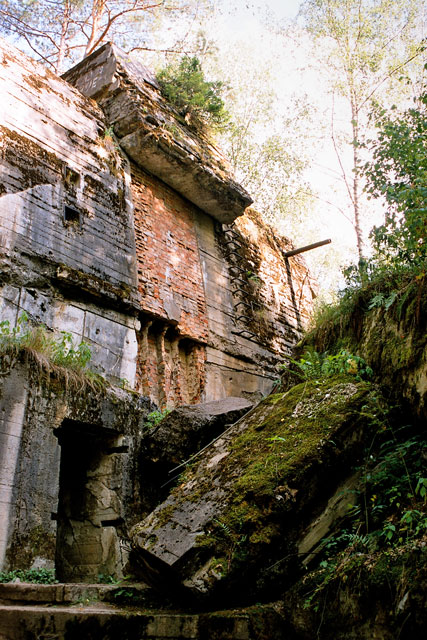
Рештки найбільшого бункера ставки «Вольфсшанце». 2003 рік

«Вервольф» фактично була зменшеною копією головної ставки Гітлера «Вольфсшанце» (укр. Вовче лігво) у Східній Пруссії (нині територія Польщі) і складалася з 13 секторів, які, своєю чергою, утворювали дві зони: центральну та загальну. Центральна зона, до якої увійшли 6-й, частково 7-й та 8-й сектори, була огороджена глибоким ровом, металевою сіткою заввишки 2,5 м із п'ятьма рядами колючого дроту. На її території розміщувалися будинок фюрера з бомбосховищем, бункер для офіцерів, приміщення служби безпеки, будинки та їдальня для високопосадовців, генералів, керівників збройних сил, персональних ад'ютантів, секретарок, преси, прислуги; лазня і перукарня, телефонна станція, спортивна зала, готель, казино, басейн. У загальній частині Ставки розмістилися складські приміщення, житлові будинки та ще одна їдальня.
Зовнішньо ставка мала такий вигляд: наземну частину складали 81 дерев'яний будинок, підземну — 3 залізобетонних бомбосховища: загальне (7 × 17 м), для офіцерів (8 × 11 м) та бункер фюрера (8,5 × 8,5 м). Усі вони були дуже масивної конструкції: товщина стін становила 2,5 м, перекриття — 4,5 м. У деяких джерелах зазначається, що підземна частина Ставки сягала шести, семи і, навіть, восьми поверхів, але офіційна довідка КДБ спростувала таку інформацію.
Загалом електропостачання Ставки забезпечувалося повітряними лініями з Вінниці, крім того на околиці центральної зони розміщувалися три резервні дизельні установки. Водопостачання здійснювалося за допомогою двох 120-метрових артезіанських свердловин, а для пожежних потреб було збудовано водонасосну станцію. Телефонний вузол забезпечував прямий зв'язок із Берліном, Києвом, Ростовом, Харковом, Дніпропетровськом, Житомиром. Крім того до Ставки проклали залізничну колію, а за її межами — смугу для зльоту та посадки літаків.
Територія була замаскована, всі будівлі пофарбовані в темно-зелений колір. Над підземними спорудами посаджені дерева, кущі. Навколо — 36 спостережних веж. У лісі і по дорозі кожні 200 м — таємні спецзастави. Було введено особливий режим: проведений перепис місцевого населення, видані спецперепустки, введена комендантська година. Безпосередньо ставку охороняла спецчастина дивізії «Велика Німеччина», що мала назву «Батальйон супроводження фюрера».

## Візити Адольфа Гітлера

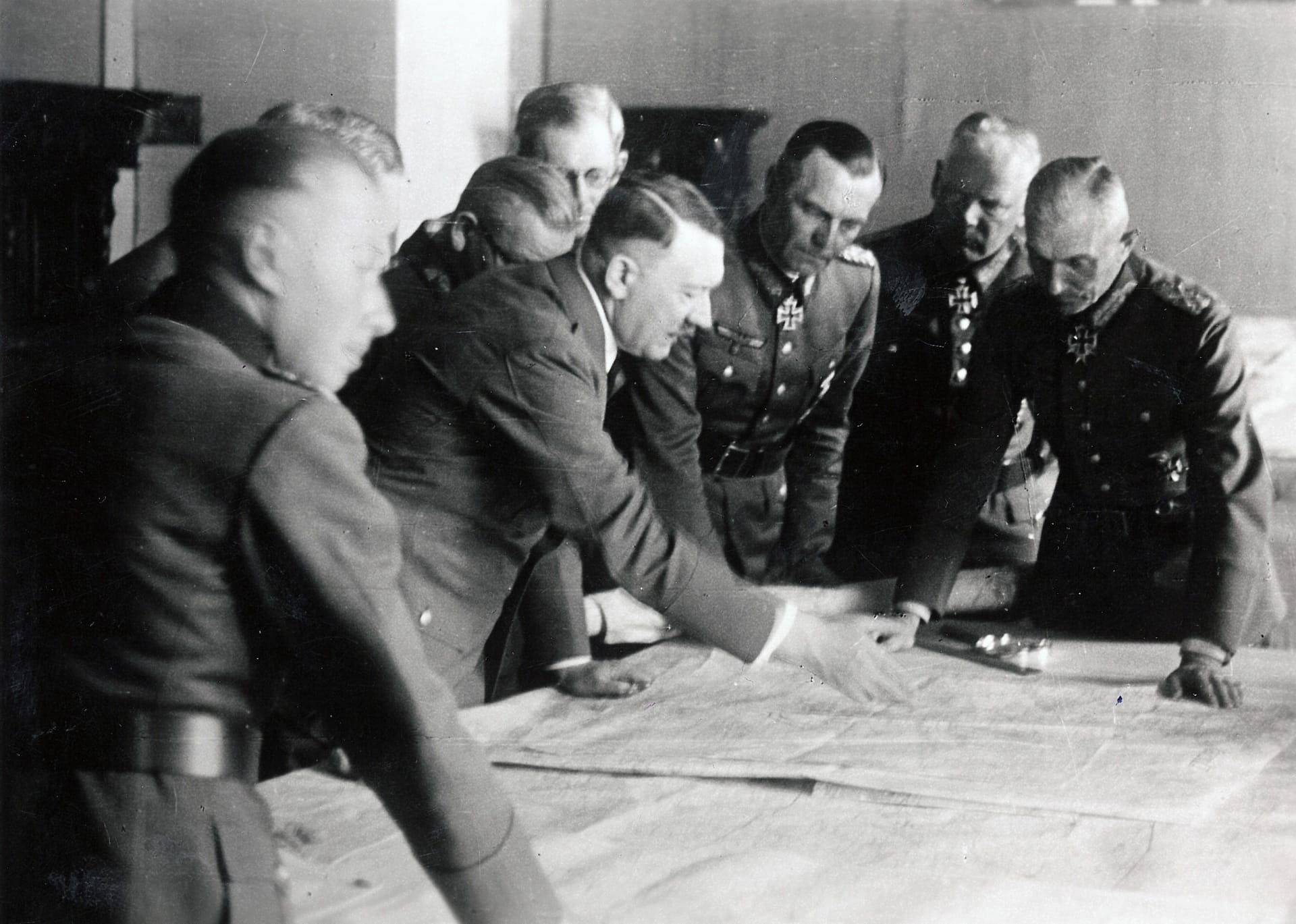
Візит Гітлера до штабу групи армій «Південь». Полтава, червень 1942 року

Адольф Гітлер приїжджав у ставку «Вервольф» тричі і за свідченнями його біографів, на жодній з інших ставок він не провів так багато часу:
- з 16 липня по 1 листопада 1942 року — 100 днів (перебування переривалося на візит до Берліну 24 вересня — 4 жовтня)
- з 17 лютого по 13 березня 1943 року — 18 днів (за винятком 22—25 лютого)
- з 27 серпня по 15 вересня 1943 року — 20 днів

Крім Гітлера у Ставці працювала і вся верхівка Третього Рейху — рейхсляйтер, голова Штабу заступника фюрера і його «особистий секретар» Мартін Борман, рейхсфюрер-СС Генріх Гіммлер, рейхсмаршал Герман Герінг, міністри Розенберг, Ріббентроп, Геббельс та інші. Приїздила у Ставку до Гітлера і Єва Браун. Протягом деякого часу тут діяв генеральний штаб Вермахту на чолі з фельдмаршалом Кейтелем і генерал-полковником Йодлем, а також штаб сухопутних військ.
Під час свого перебування у ставці «Вервольф» Адольф Гітлер видав низку важливих наказів:
- 23 липня 1942 року — підписав директиву № 45, за якою Група армій «Південь» ділилася на дві: група «A» мала оволодіти Чорноморським узбережжям Кавказу, районом Грозного і після цього розпочати наступ узбережжям Каспійського моря до Баку; в свою чергу група «В» мала заволодіти Сталінградом і потім повернути війська на Астрахань
- 9 вересня 1942 року — на додаток до командування сухопутними військами та в цілому збройними силами Німеччини, Гітлер тимчасово взяв на себе командування ще й групою армій «A», звільнивши з цієї посади генерал-фельдмаршала Вільгельма Ліста, при цьому керував фюрер групою «А» з «Вервольфу» через штаб групи у Сталіно (Донецьку)
- 14 жовтня 1942 року — видав оперативний наказ № 1 про перехід до стратегічної оборони на Східному фронті
- 13 березня 1943 року — видав оперативний наказ № 5 з директивними вказівками щодо ведення бойових дій на Східному фронті у найближчі місяці, які передбачали знищення радянських військ на Курському виступі і подальший наступ на Ленінград (в майбутньому ця операція отримала назву «Цитадель»)

8 вересня 1943 року Гітлер відвідав штаб групи армій «Південь» у Запоріжжі і віддав наказ про його передислокацію до «Вервольфу». 17 вересня відповідним актом Ставку було передано командувачу групи армій «Південь» генерал-фельдмаршалу Еріху фон Манштейну. Манштейн зі своїм штабом перебував у Ставці з початку жовтня до кінця грудня 1943 року. Після цього, до знищення в березні 1944 року, «Вервольф» ще був місцем дислокації штабів низки військових угруповань, різних служб.

## Історія викриття та знищення

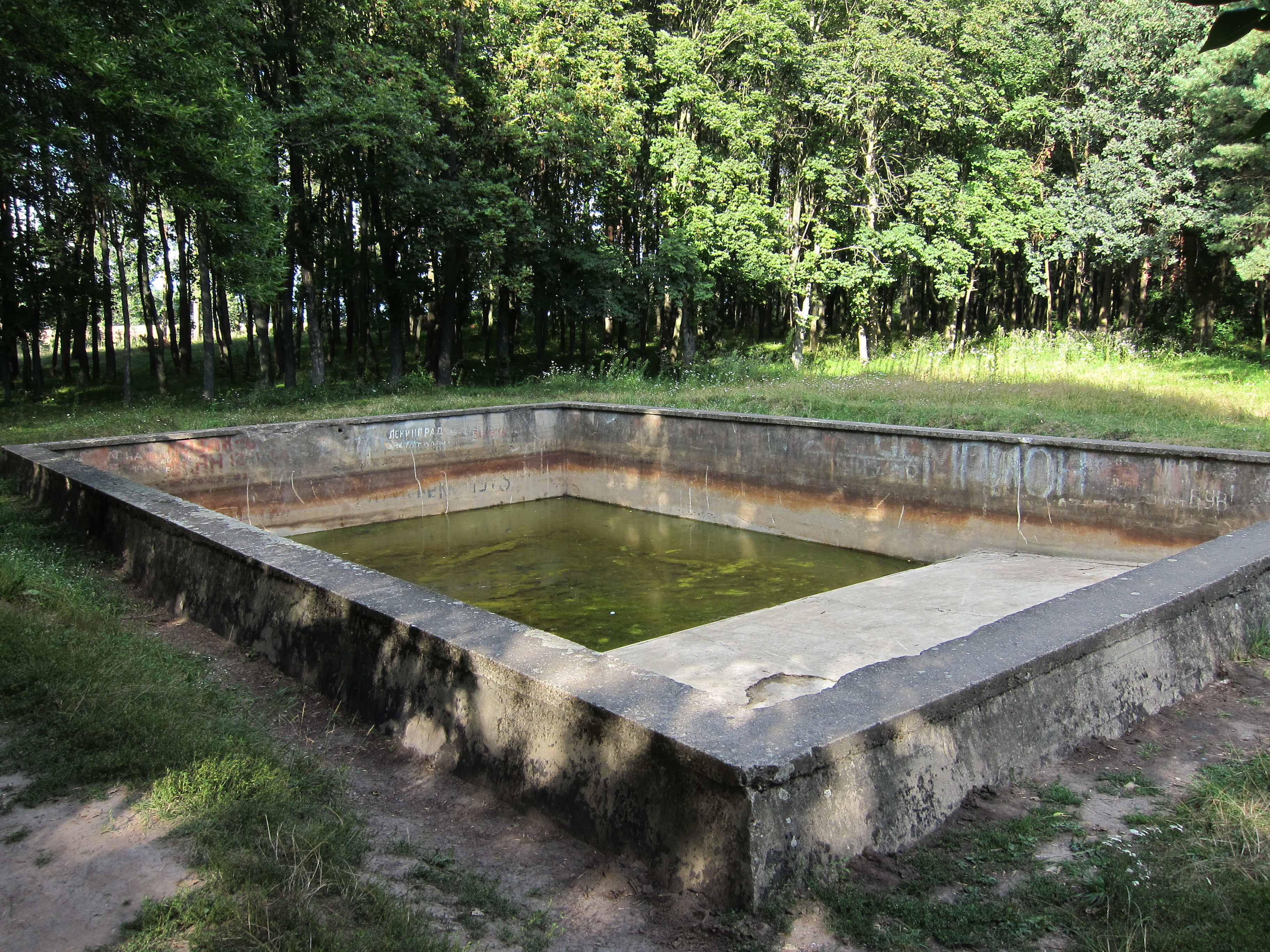
Залишки басейну ставки «Вервольф»

Улітку 1942 року вінницький підпільний центр під керівництвом Ю. П. Левченка отримав інформацію про те, що з 1941 року німецька будівельна фірма «Тодт» веде підземні роботи у лісі коло села Стрижавка: вирили котловани, будують конструкції із залізобетону, потім все засипають піском, прикривають ґрунтом і маскують спеціально пересадженими деревами. Навколо розміщені пости ППО. Крім того, надійшли відомості про висилку німцями значної частини місцевого населення в інші села[джерело?].
На початку 1942 року керівнику київського підпілля Івану Кудрі стало відомо, що продукція Київського кабельного заводу йде у Вінницю. Після збору попередньої інформації він дійшов висновку, що там будується підземний військовий завод[джерело?].
У липні цього ж року старший інспектор Вінницького управління залізниці К. А. Стеглик, учасник підпілля, довідався про телеграму щодо прибуття до Вінниці ешелоном № 462 Гітлера. Підпільний центр, не маючи зв'язку з командуванням Червоної Армії, вирішив послати підпільників Блера, Прокудіна, Бондаря до білоруських партизанів, які переправили Прокудіна в Москву. 22 серпня його рапорт був вже відомий Комітету оборони. Приблизно в цей же час група берлінських антифашистів «Червона капела» повідомила Кремль, що польова ставка фюрера переноситься з «Вольфшанце» зі Східної Пруссії під Вінницю.[джерело?]
Крім того, з газет вже було відомо про деякі побічні факти. Так, газета «Волинь» повідомила про гастролі Берлінської опери у Вінниці, які відвідав райхсмаршал Герінг. Потім — публікація в «Дойче украініше цайтунг»: на постановці вагнерівського «Тангейзера», знову ж у Вінниці, присутній був Вільгельм Кейтель.
Таким чином, вже у 1942 р. радянське командування знало про існування ставки під Вінницею[джерело?].
Адольф Гітлер віддав наказ знищити «Вервольф» ще 28 грудня 1943 року, але наказ не виконали і Ставка продовжувала функціонувати до березня 1944 року. Коли 13—15 березня 1944 року радянські війська, звільняючи Вінницю, захопили «Вервольф». Непошкодженими на її території залишилися лише три бункери — все інше було вивезено та спалено. 16 березня німці знову відтіснили радянські війська, взяли під контроль Ставку і вже напередодні свого остаточного відступу висадили її у повітря[що?]. Як заряди використовували авіабомби. Вибух був настільки потужним, що залізобетонні шматки вагою 100—200 тонн розлетілися на відстань до 60 метрів. Підземну частину бункерів затопило водою.
Детальне обстеження залишок «Вервольфу» здійснювалося вже після закінчення війни, за особистим наказом Сталіна, оперативною групою НКДБ СРСР. На місці Ставки, окрім решток спалених будівель і трьох підірваних залізобетонних бункерів, нічого виявлено не було.

## Повоєнний час та сучасність
Міф про комплекс підземних бункерів уперше з'явився у нібито «автобіографії» керівника медичної секції Reichsforschungsrat Фердинанда Зауербруха «Das war mein Leben»(1951), що була написана та опубликована Гансом Берндорффом у німецькому журналі Revue. Подорожуючи у 1942 р. до Туреччини для лікування міністра закордонних справ Нумана Менеменчіоглу, проїздом Зауербрух побував у ставці «Вервольф», де зустрів свого колишнього помічника, особистого лікаря Гітлера Карла Брандта. Автентичність цих мемуарів пізніше принципово заперечував студент Зауербруха Рудольф Ніссен.
Завісу таємничості навколо ставки було знято[виправити стиль] в 1959—1960 рр., коли вінничанин Іван Безуглий, колишній співробітник КДБ, опублікував у періодиці матеріали про боротьбу місцевого населення з окупантами.
Ставка досі залишається малодослідженим об'єктом. За весь період існування ставки «Вервольф» можна відокремити три основних дослідження:
- Спеціальна група НКВС (рос. НКВД) під керівництвом Гліба Рогатньова одразу після звільнення Вінниці після німецької окупації 20 березня 1944 року.
- Проект «Гермес» (1988—1991). Делегація з 14 вишів з усього СРСР під керівництвом професора Російського державного геологорозвідувального університету[ru] імені Серго Орджонікідзе під керівництвом професора Л. З. Бобровнікова. Працівникам експедиції вдалося відновити точні розміри території ставки та її окремих зон. Крім того, було виявлено місцезнаходження центрального в'їзду, котельної, електростанції, водокачки, очисних споруд, плацу та КПП.
- Дослідження ставки «Вервольф» в період 2011—2013 років Мартином М Богартом та Андрієм Швачко[10]. Результатом досліджень стала книга «Ставка Гитлера на Украине. Гид для посетителей».

### Офіційний статус

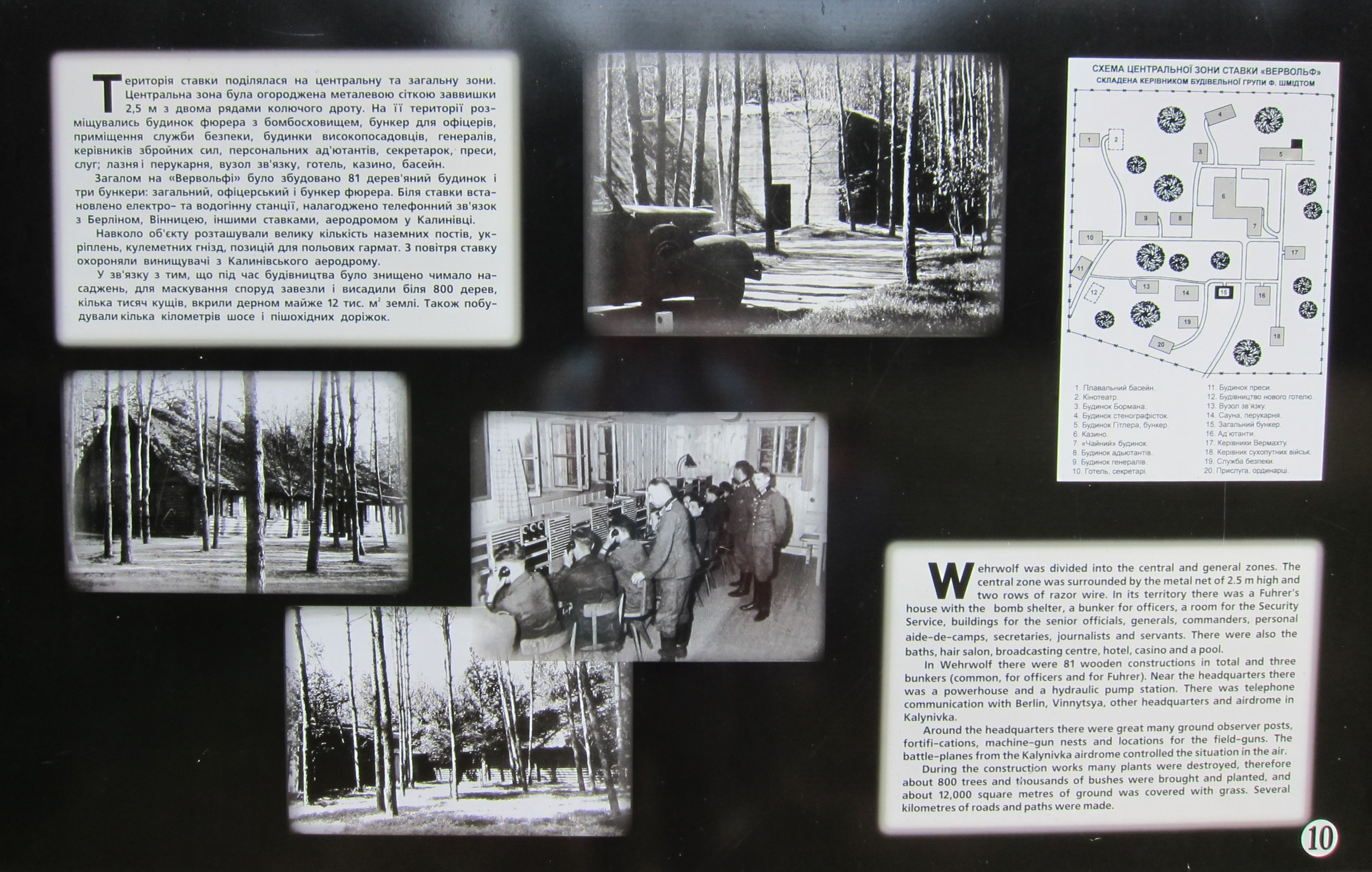
Схема центральної частини ставки — один із інформаційних стендів на території комплексу

У липні 2011 року на місці розташування ставки Гітлера «Вервольф» було відкрито «Історико-меморіальний комплекс пам'яті жертв нацизму», як філію Вінницького обласного краєзнавчого музею, який, згідно з рішенням Вінницької обласної ради, фінансується за рахунок коштів обласного бюджету.
Свого часу з ініціативою прокласти туристичний маршрут на ставку виступив тодішній голова Вінницької облдержадміністрації Микола Джига, зазначаючи, що музей нагадував би про «жертви та героїзм нашого народу», «продемонстрував би обличчя ворога-фашиста», а також що «незалежно від нашого бажання „Вервольф“ завжди притягував до себе туристів з різних країн світу. Тому ми повинні окультурити цю територію і надати об'єкту правильного ідеологічного змісту». Натомість, проти такого рішення, називаючи його «несусвітніми дурощами» і «знущанням з Великої Перемоги», висловлювалися українські комуністи, вимагаючи заборонити відкриття музею ставки Адольфа Гітлера у Вінницькій області.
Створений меморіальний комплекс складається з двох об'єктів: території самої ставки та братської могили військовополонених і громадян окупованих німцями країн, які будували ставку. Уздовж екскурсійного маршруту ставкою встановлені інформаційні стенди з документальними світлинами, схемами та даними про історію створення об'єкту, його значення та вплив на події Німецько-радянської війни, а також в цілому про перебіг війни на Вінниччині (всі написи виконано українською та англійською мовами). Крім того, в майбутньому на спеціально відведеному майданчику поряд із залишками будинку Бормана, планується експозиція військової техніки. Також, станом на 2013 рік, споруджено будівлю музейного павільйону.

## Галерея

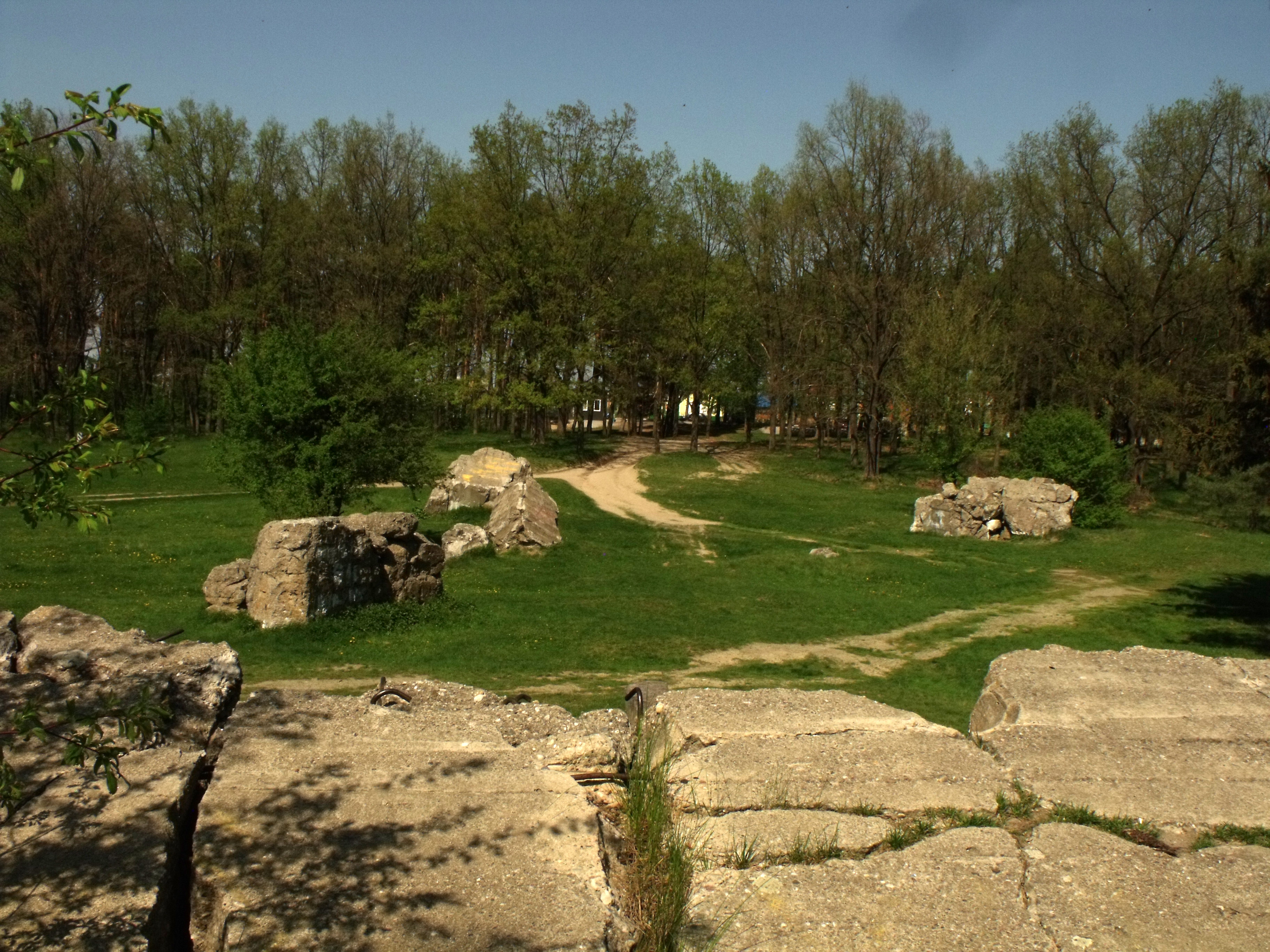
Залишки ставки Гітлера «Вервольф»
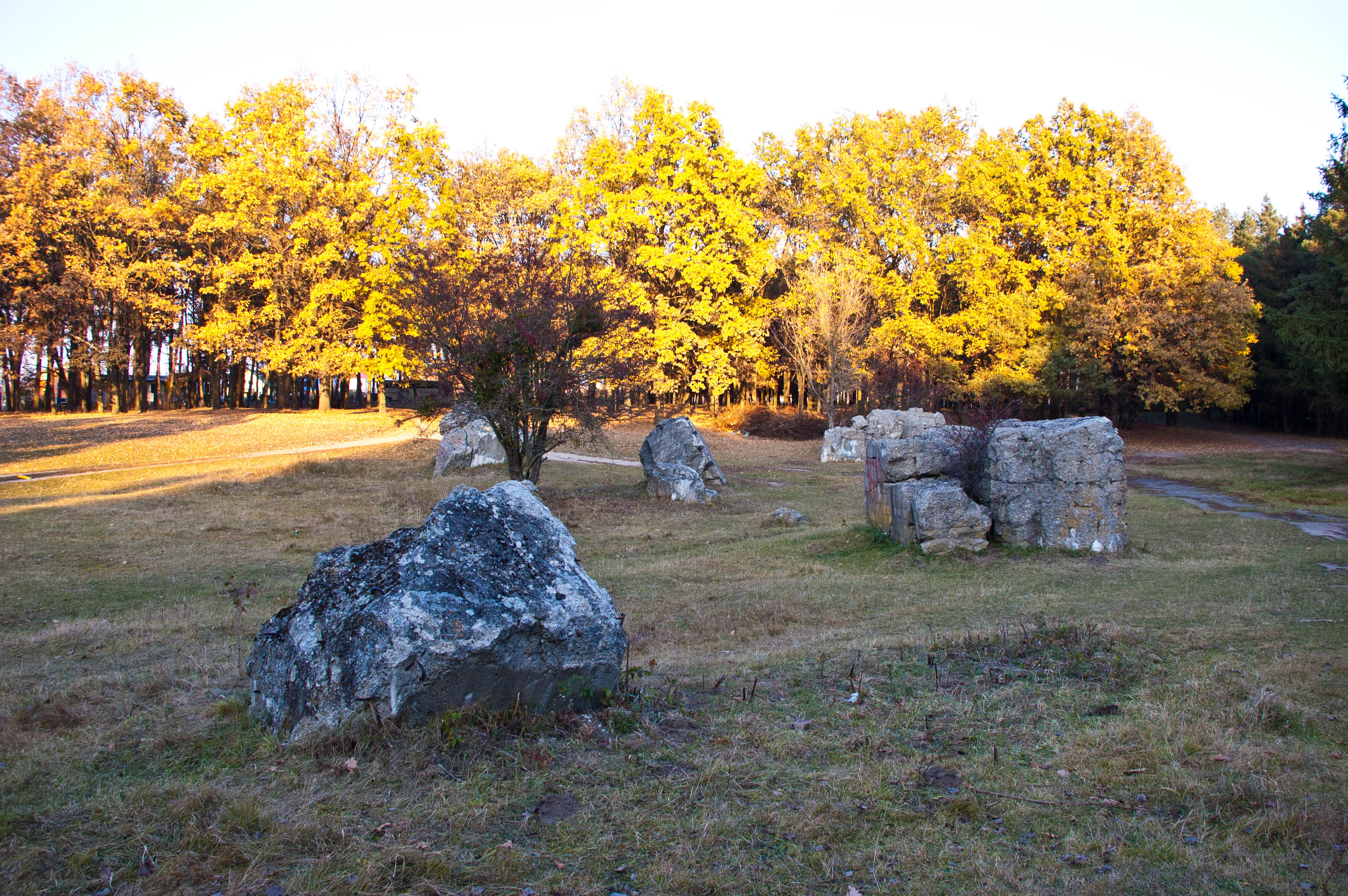
Територія із залишками бетонних брил
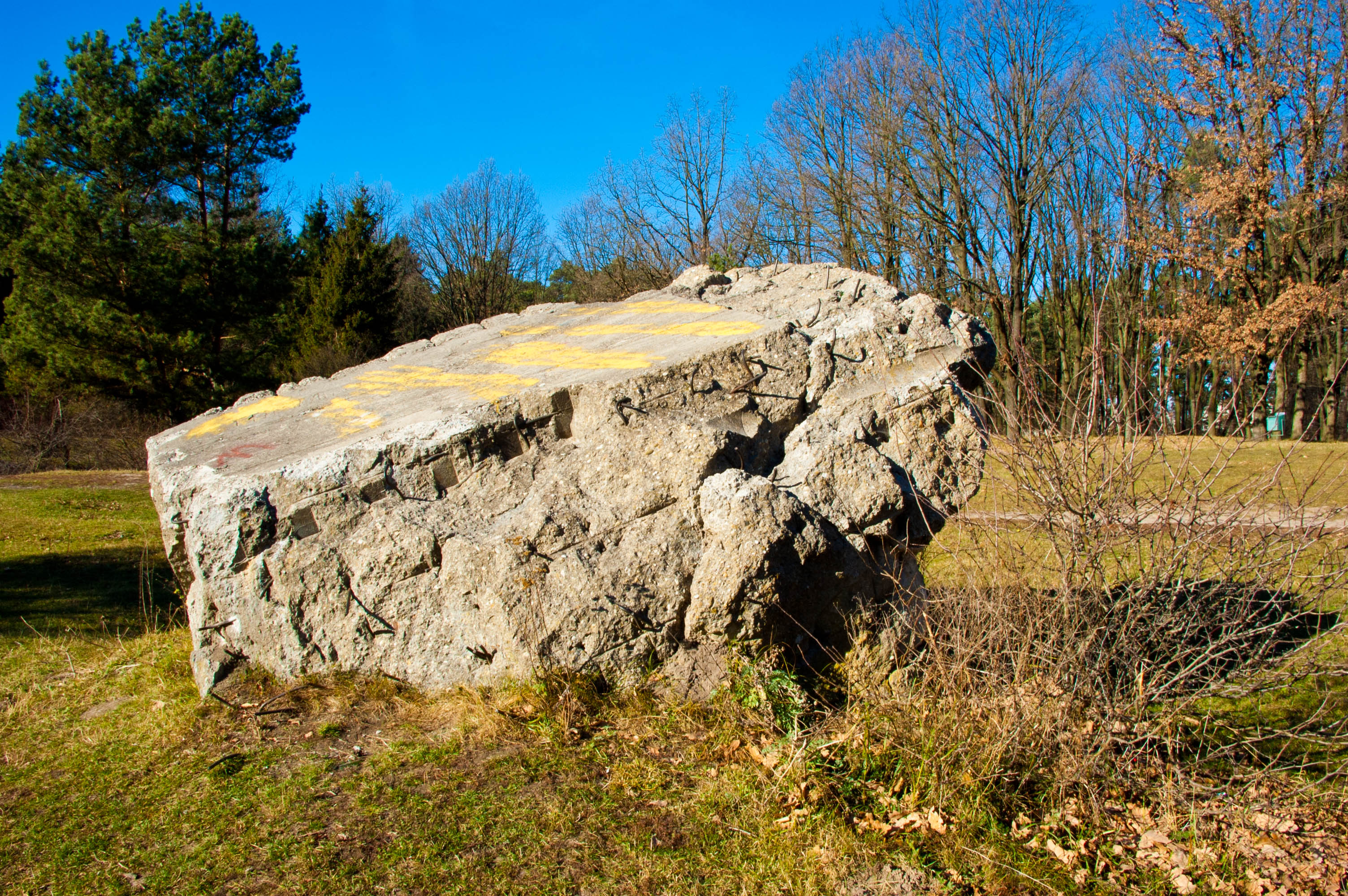
Бетонна брила
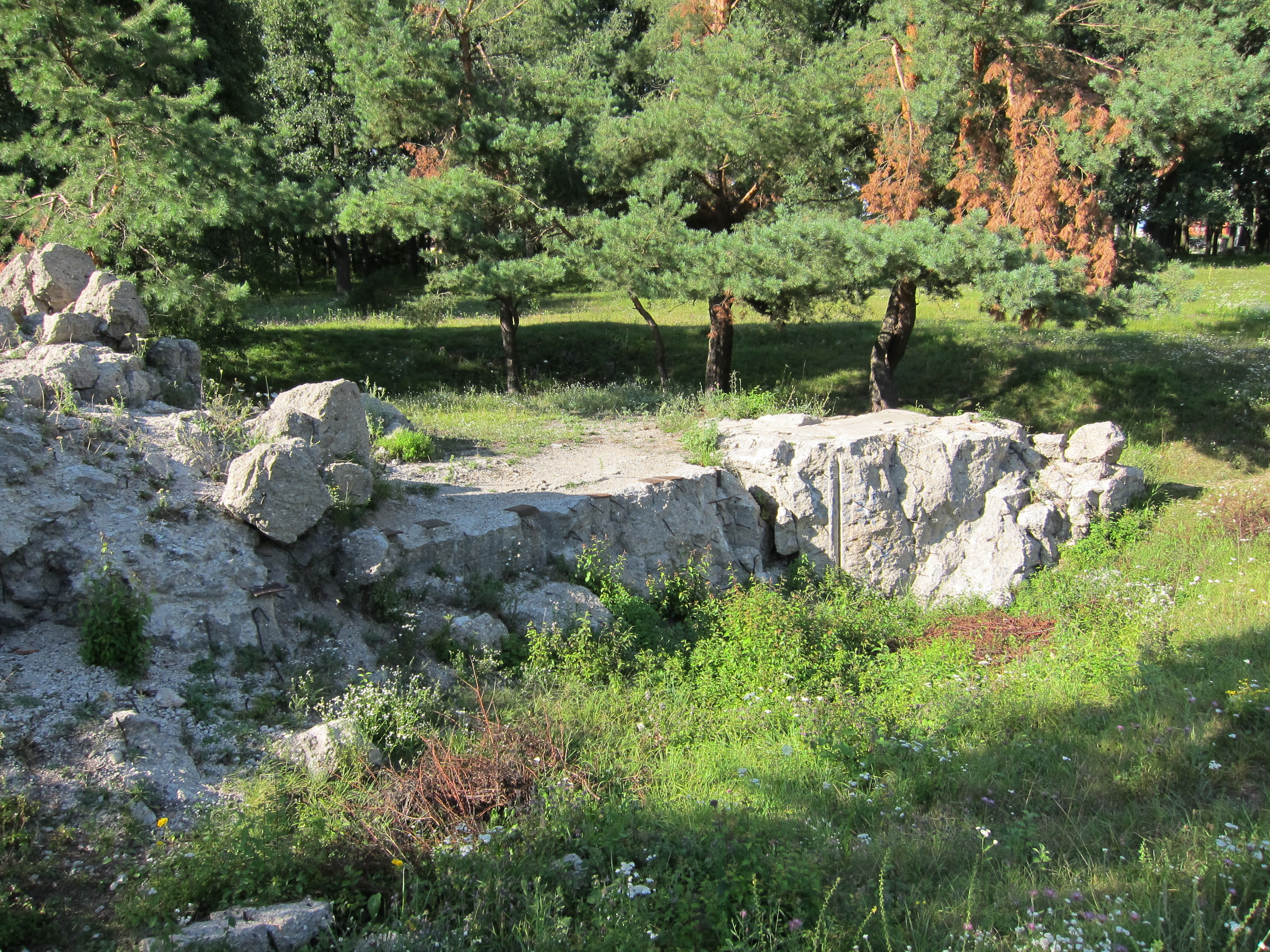
Бетонні уламки
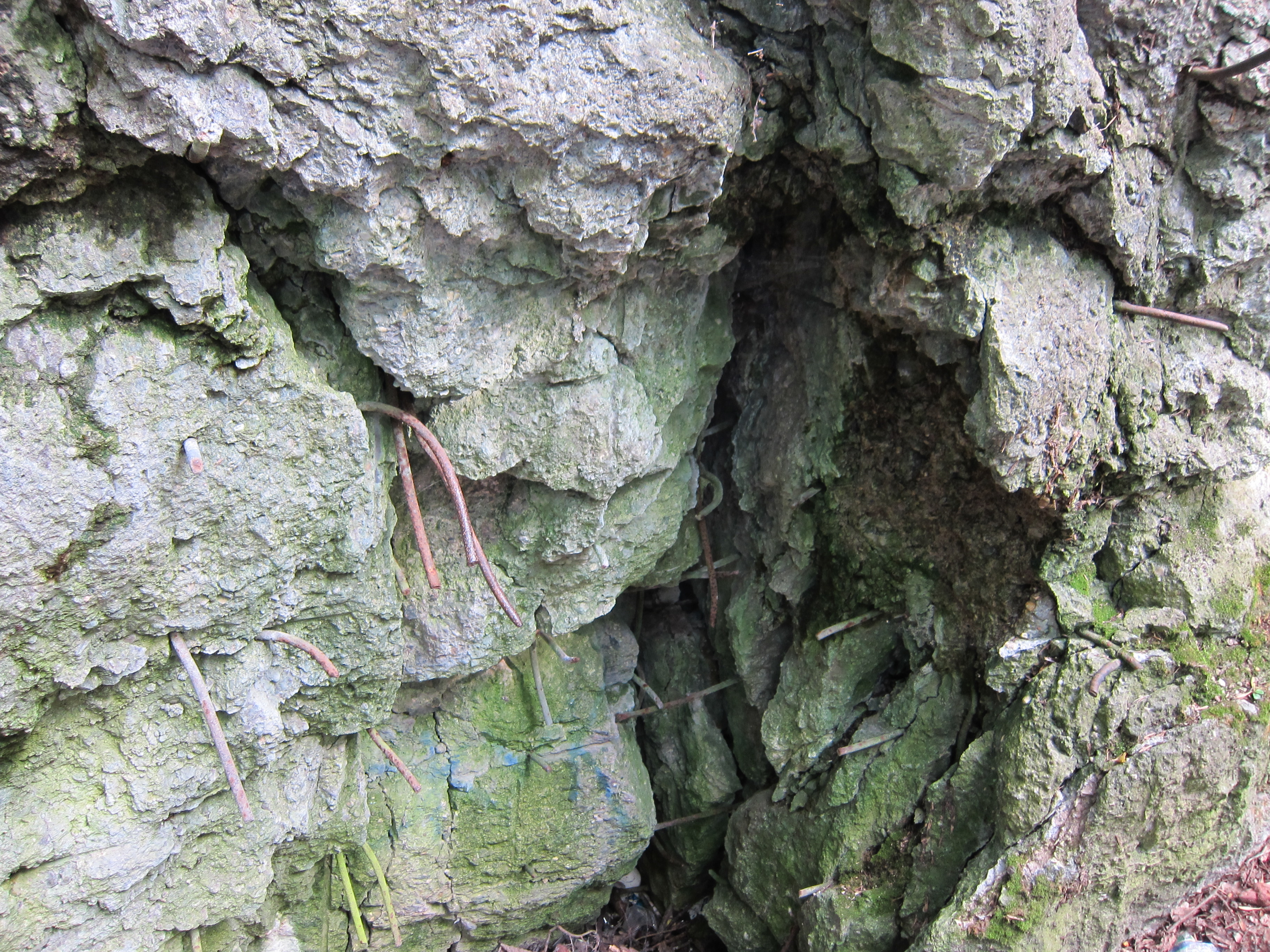
Висаджений залізобетон
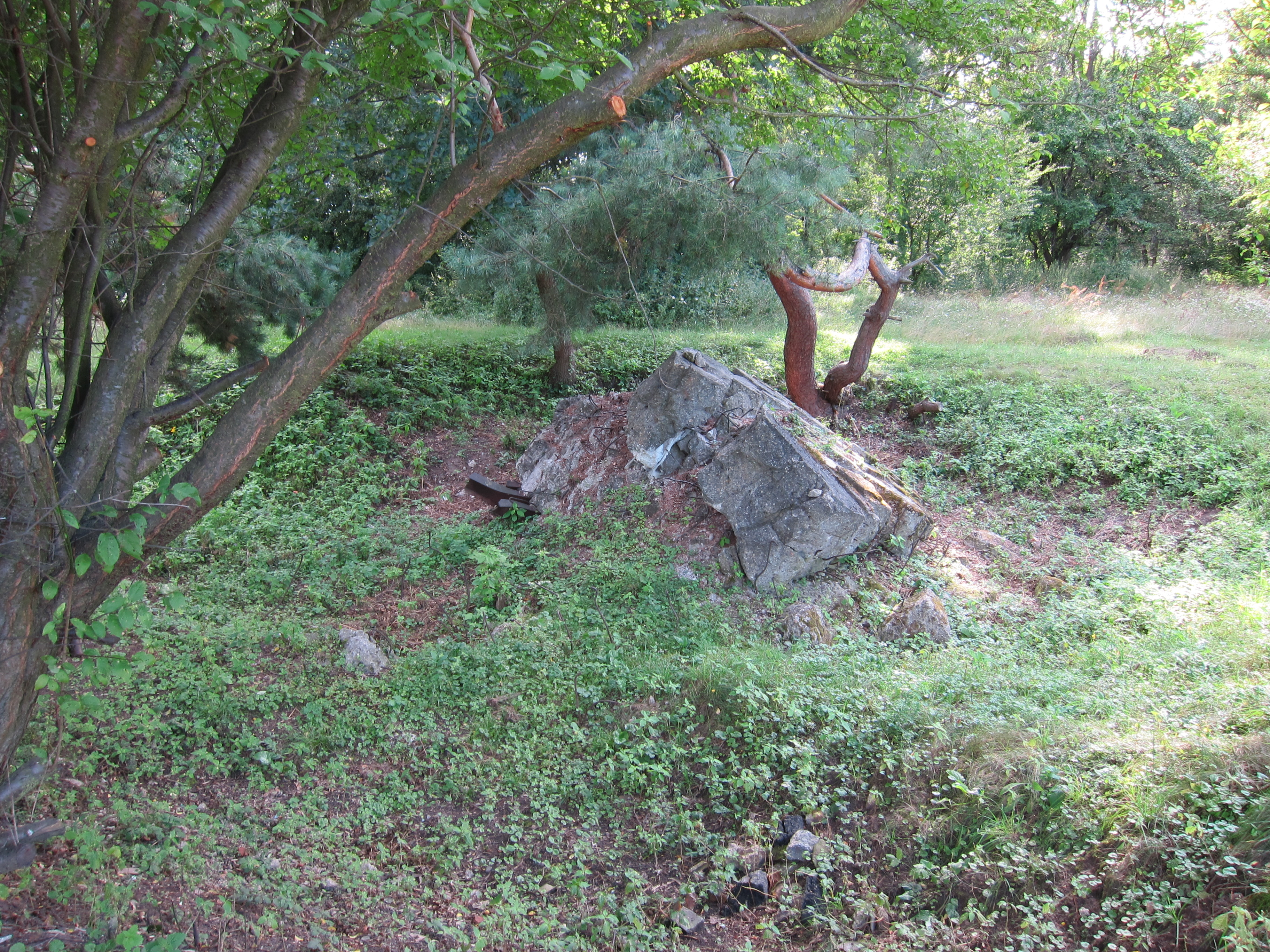
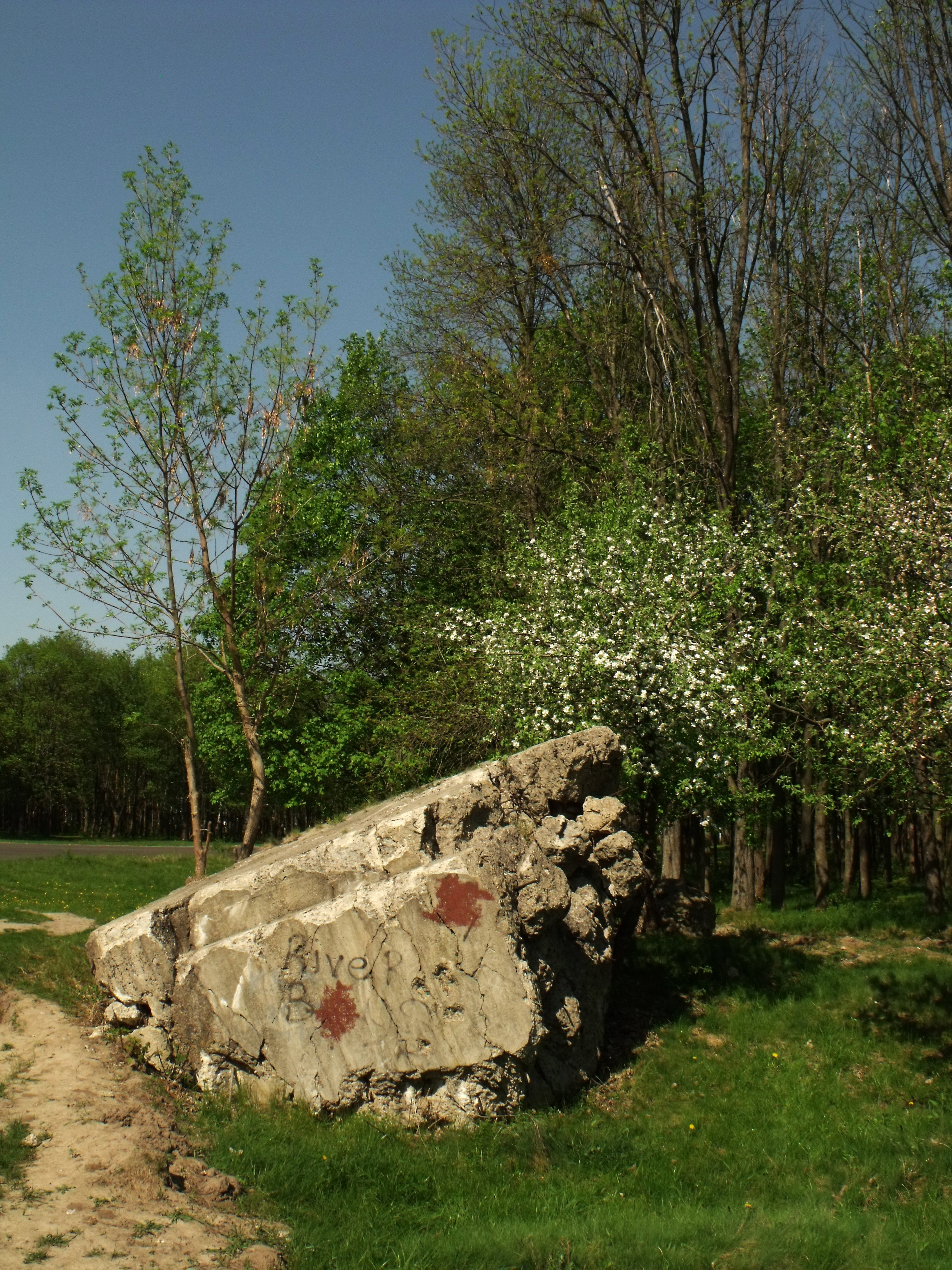
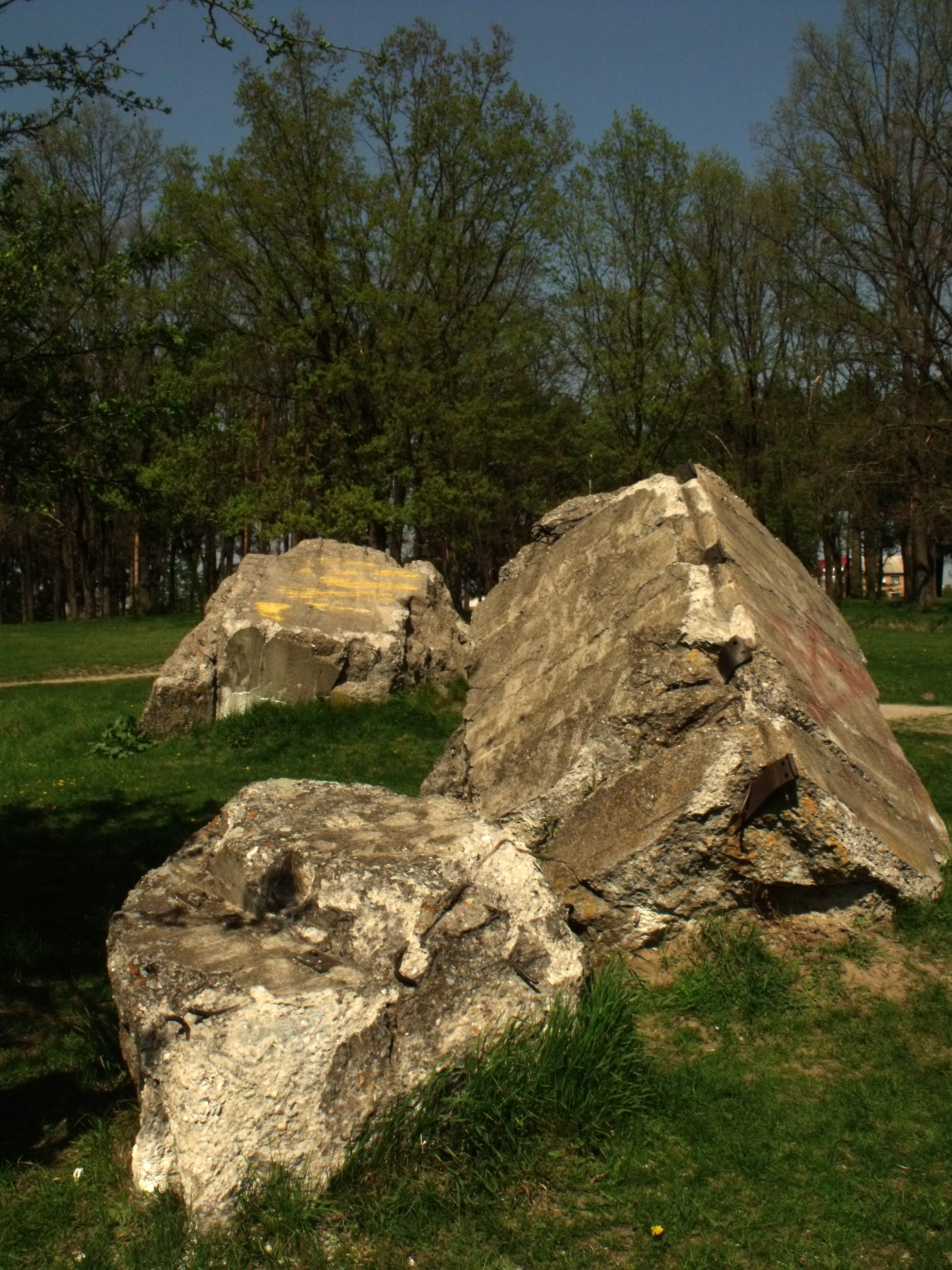
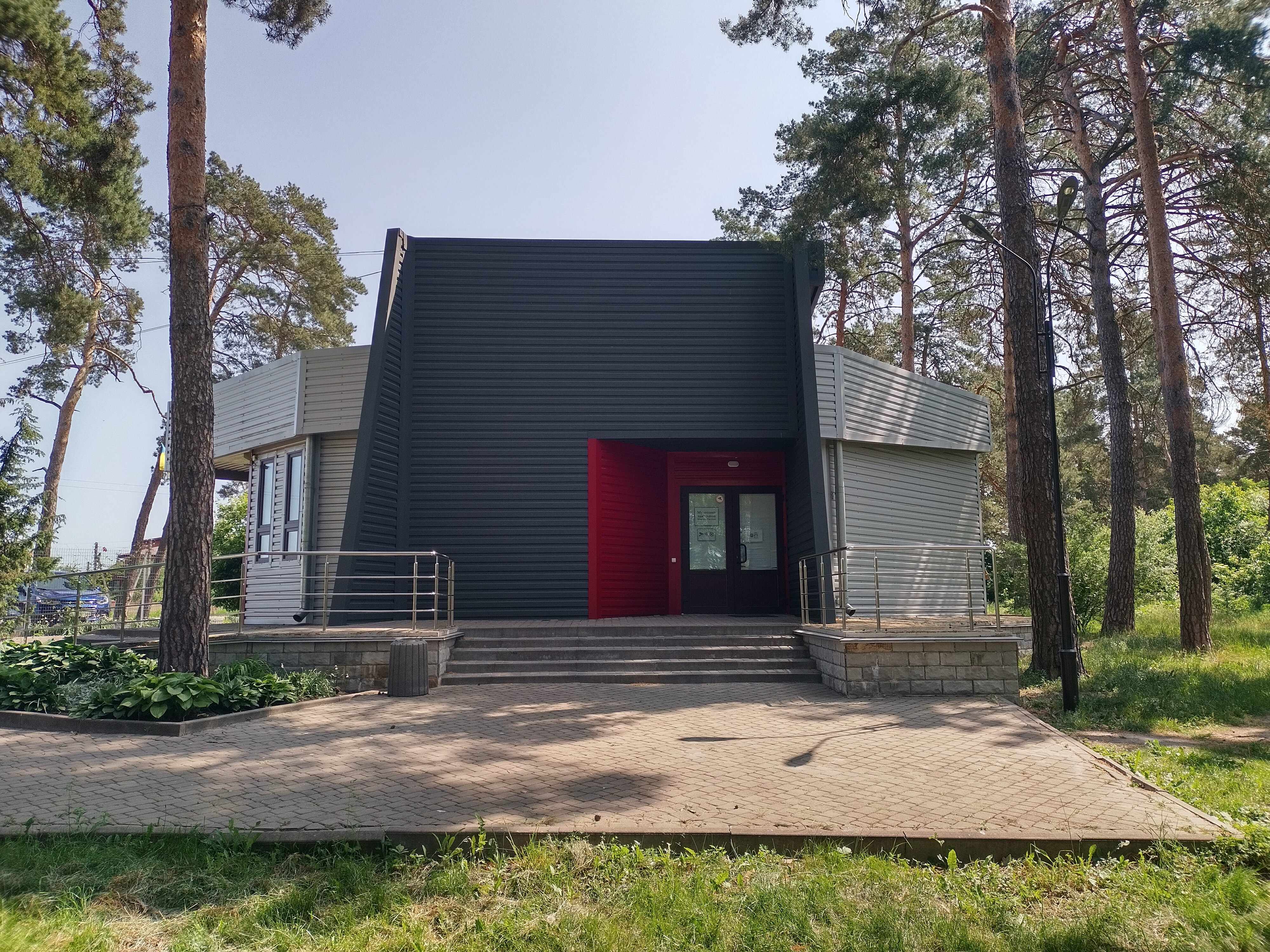
Будівля музейного павільйону